# Hurricane Polymar
Hurricane Polymar (яп. 破裏拳ポリマー Харикэн Порима) — японский аниме-сериал, выпущенный студией Tatsunoko Productions. Сюжет к аниме создал Тацуо Ёсида, который ранее создавал сценарии для других сериалов производства Tatsunoko. Сериал транслировался по телеканалу NET (ныне TV Asahi) с 4 октября 1974 по 28 марта 1975 года. Всего выпущено 26 серий аниме. Сериал был дублирован на итальянском языке. По мотивам аниме, были созданы 2 короткие OVA-серии в 1996 и 1997 годах. 19 марта 2013 года OVA-серии были выпущены американской компанией Discotek Media.

## Сюжет
Действие разворачивается вокруг молодого парня по имени Такэси Ёрой (яп. 鎧武士), который ведёт двойной образ в жизни. Время от времени он надевает специальный костюм и ведёт борьбу с преступностью в городе. Костюм изготовлен из полимера, способного принимать любую форму, включая 5 видов транспортного средства.
Такэси является сыном другого главного героя, по совместительству шефа Международного Полицейского агентства, Торагоро Ониговары, но скрывает это. Чтобы не вызывать подозрений и незримо помогать отцу в борьбе с международными преступными организациями, Такэси устраивается стажёром в детективную контору Курумы Дзё, сыщика-неудачника.

## Концепция сериала
Основу концепции составляет борьба Полимера, как супергероя, с высокотехничными бандами, которые как правило, но не всегда, представляют собой анималистическое воплощение (например коты, змеи, ящеры, морские черепахи и т. п.), хотя иногда встречаются и преступники не связанные с образом какого-либо животного (например в 18 эпизоде действует банда вооруженная замораживающим оружием).
Полимер, появляется на финальном этапе серии, предварительно исчезнув из поля зрения как Такэси, «презентуя» своё появление фразой следующего содержания: «Пока существует зло в этом мире гнев правосудия призывает меня».

## Персонажи
- Такэси Ёрой/Полимер — молодой человек возрастом 17 лет, сын директора Международного Полицейского агентства Торагоры Ониговары. Работает стажером в детективной конторе Курумы Дзё. В целях сокрытия своей истинной личности (Полимера) вынужден прикидываться бестолковым и неуклюжим.
- Дзё Курума — безрассудный детектив-неудачник, который третий год пытается раскрыть хоть какое-нибудь значимое дело. Курума весьма недалек, груб, прямолинеен и при этом сильно не равнодушен к женщинам. Главное его вооружение — водяной пистолет, который он выдает за настоящий «Кольт». При этом Курума считает себя мастером детективного дела и новым Шерлоком Холмсом.
- Тэру Намба — дочь богатых землевладельцев и собственник офиса, в котором расположена контора Курумы. Параллельно «подрабатывает» помощницей и секретарем Курумы, в надежде вернуть себе арендную плату, поскольку сам Курума не платит ренты, в виду отсутствия клиентов. В сериале показано, что Тэру умеет водить самолет и катер, а ещё имеет лицензию медсестры и отлично владеет приёмами рукопашного боя. По уши влюблена в Полимера, не зная, что на самом деле это Такэси, которого она считает неудачником под стать Куруме, хотя и проявляет к нему жалость, как сестра к брату.
- Торагоро Онигавара — директор Международного Полицейского агентства и отец Такэси. В сериале он показан как щёголь и денди, одетый в шикарный костюм. Онигавара очень мнителен и всегда переживает за свою карьеру, но главным его недостатком является вспыльчивый характер, который во многом послужил причиной разлада между Такэси и Ониторой.
- Барон — собака породы сенбернар, экс-полицейский пёс, и единственный персонаж, который с первой серии знает, что Полимер на самом деле Такэси. Про себя часто критикует Куруму Дзё за его глупость и головотяпство.
- Инспектор Дирет — трусоватый помощник Ониговары, и непременный участник многих полицейских операций.

## Роли озвучивали
- Кадзуюки Согабэ — Такэси Ёрой/Полимер
- Такэси Аоно — Дзё Курума
- Мики Отиай — Тэру Намба
- Масаси Амэномори — Торагоро Онигабара
- Кадзуя Татэкабэ — Барон
- Кан Токумару — Инспектор Дирет
- Кэй Томияма — Закадровый голос